# Salt Lake Bees
De Salt Lake Bees is een Minor league baseballteam uit Salt Lake City, Utah. Ze spelen in de Northern Division van de Pacific Conference van de Pacific Coast League. Hun stadion heet Smith's Ballpark. Ze zijn verwant aan de Los Angeles Angels of Anaheim.